# 19th-Century Music
19th-Century Music là một tập san học thuật ba năm một lần bao gồm "tất cả các khía cạnh của âm nhạc nghệ thuật phương Tây giữa thế kỷ 18 và giữa thế kỷ 20". Ấn phẩm được xuất bản bởi Nhà xuất bản Đại học California và được thành lập vào năm 1977. Tổng biên tập của tập san là Lawrence Kramer.

## Tóm tắt và lập chỉ mục
- Arts and Humanities Citation Index
- Current Contents/Arts & Humanities
- Cơ sở dữ liệu EBSCO
- ProQuest databases
- Scopus